# خوسيه مانويل غارسيا
خوسيه مانويل غارسيا (بالإسبانية: José Manuel García Herrero)‏ (4 أبريل 1950 بخيخون في إسبانيا - 30 نوفمبر 2014) هو لاعب كرة قدم إسباني في مركز الوسط. لعب مع ريال سبورتينغ خيخون.

## وصلات خارجية
- خوسيه مانويل غارسيا على موقع عالم كرة القدم.نت (الإنجليزية)